# Mazinger (saga)

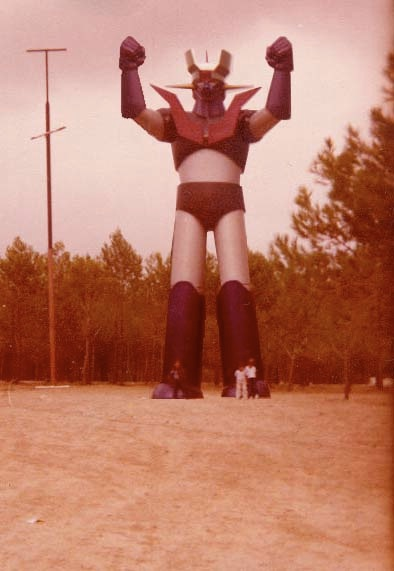
Mazinger Z Mas del Plata anys '80

Mazinger (マジンガー Majingā?) es el nombre genérico de una larga serie de manga, anime, películas y OVAs creado por Gō Nagai el año 1972.

## Lista
| Título | Año  | Medio         |
| --- | ---- | ------------- |
| «Mazinger Z» «Majingā Zetto» (マジンガーZ) | 1972 | Manga y anime |
| El primer Mazinger. Trata de la lucha de Koji Kabuto, piloto del robot Mazinger Z, contra las bestias mecánicas del malvado Doctor Hell. |      |               |
| «Mazinger Z vs. Devilman» «Majingā Zetto tai Debiruman» (マジンガー Z 対 デビルマン) | 1973 | Película      |
| «Gran Mazinger» «Gurēto Majingā» (グレートマジンガー) | 1974 | Manga y anime |
| Secuela de Mazinger Z. Tetsuya Tsurugi, piloto del Gran Mazinger, pelea contra las bestias del General Negro de Mikene. Gran Mazinger es una versión más poderosa de Mazinger Z. |      |               |
| «Mazinger Z contra el General Negro» «Majingâ Zetto tai Ankoku Daishôgun» (マジンガーＺ対暗黒大将軍) | 1974 | Película      |
| «Great Mazinger vs. Getter Robo» «Gurēto Majingā tai Gettā Robo» (グレートマジンガー対ゲッターロボ) | 1975 | Película      |
| «Great Mazinger tai Getter Robot G: Kuchu Daigekitotsu» «Gurēto Majingā tai Gettā Robo Jī Kūchū Daigekitotsu» (グレートマジンガー対ゲッターロボＧ 空中大激突) | 1975 | Película      |
| «Ufo Robot Grendizer» «UFO Robo Gurendaizā» (UFOロボ•グレンダイザー) | 1975 | Manga y anime |
| Aunque el robot Grendizer no fue construido en el planeta Tierra, esta serie es considerada parte de la saga de Mazinger debido a la presencia de Koji Kabuto como personaje secundario. Daisuke Umon, príncipe del planeta Fleed y piloto de Grendizer se enfrenta al Rey Vega para salvar la Tierra de una invasión alienígena. |      |               |
| «UFO Robot Grendizer contra Gran Mazinger» «UFO Robo Gurendaizā tai Gurēto Majingā» (UFOロボ グレンダイザー対グレートマジンガー) | 1976 | Película      |
| «Gran Mazinger, Grendizer, Getter Robot G:¡Batalla decisiva! El gran monstruo marino» «Gurendaizā Gettā Robo Jī Gurēto Majingā Kessen! Daikaijū» (グレンダイザー・ゲッターロボＧ・グレートマジンガー 決戦！大海獣) | 1976 | Película      |
| «God Mazinger» «Goddo Majingā» (ゴッドマジンガー) | 1984 | Manga y anime |
| «MazinSaga» «Majinsāga» (マジンサーガ) | 1990 | Manga         |
| «Z Mazinger» «Z Majingā» (Ｚマジンガー) | 1998 | Manga         |
| «Mazinkaiser» «Majinkaizā» (マジンカイザー) | 2001 | Manga y OVA   |
| «Mazinkaiser vs the Great General of Darkness» «Majinkaiza shitō! Ankoku Daishōgun» (マジンカイザー 死闘！暗黒大将軍) | 2003 | OVA           |
| «Mazinger Angels» «Majinga Enjeru» (マジンガーエンジェル) | 2004 | Manga         |
| «Shin Mazinger Shōgeki! Z hen» «Shin Majingā Shōgeki! Zetto Hen» (真マジンガー 衝撃! Z編) | 2009 | Manga y anime |
| «Mazinkaizer SKL» «Majinkaizā SKL» (マジンカイザーSKL) | 2010 | Manga y OVA   |

- Datos: Q1088136